# Nikë Prela
Nikë Prela (auch Nikola Prela, Nikollë Prela; * 3. Juli 1918 in Kotor, Königreich Montenegro; † 25. Februar 1996 in Uroševac, Bundesrepublik Jugoslawien) war ein römisch-katholischer Bischof.

## Leben
Prela war vom 31. Oktober 1969 bis zu seinem Tod Weihbischof im Bistum Skopje-Prizren. Er war in seinem Bistum für die albanischsprachigen Gläubigen zuständig. Prela übte sein Amt in der Zeit der Umbrüche und Kriege im ehemaligen Jugoslawien aus und setzte sich für sein Bistum und alle seine Bewohner unterschiedlicher Glaubensrichtungen ein. Er unterstützte Ibrahim Rugovas Politik des friedlichen Widerstandes und war sein Vertrauter. Nach seinem Tod folgte ihm Mark Sopi als Weihbischof im Bistum Skopje-Prizren.
Er wurde in Prizren, dem Sitz des damaligen Bistums Skopje-Prizren, begraben. Am 25. Februar 2020 wurden Prelas sterblichen Überreste in der Krypta der Mutter-Theresa-Kathedrale in Prishtina umgebettet.